# 보리스 세이걸
보리스 서갈(영어: Boris Sagal, 영어 발음: /səˈɡɑːl/, 1923년 10월 18일 ~ 1981년 5월 22일)은 미국의 텔레비전 및 영화 감독이다.
우크라이나 소비에트 사회주의 공화국 예카테레노슬라프(오늘날의 우크라이나 드니프로)에서 태어나 미국으로 이주했다. 케이티 서갈, 진 서갈, 리즈 서갈의 아버지이다.
미니시리즈 월드 워 3를 제작하던 중 사고로 사망했다. 그는 오리건주 주차장에서 헬리콥터의 날개 안으로 걸어들어가면서 부분적으로 참수를 당했다. 헬리콥터에서 빠져나온 뒤 잘못된 길로 방향을 틀었음이 조사를 통해 밝혀졌다. 포틀랜드 병원에서 5시간만에 숨졌다.
포리스트 론 메모리얼 파크에 묻혔다.